# Hypodontolaimus abyssalis
Hypodontolaimus abyssalis är en rundmaskart som beskrevs av Allgen 1933. Hypodontolaimus abyssalis ingår i släktet Hypodontolaimus och familjen Chromadoridae. Inga underarter finns listade i Catalogue of Life.